# Campominerare
Campominerare (Geositta poeciloptera) är en fågel i familjen ugnfåglar inom ordningen tättingar.

## Utseende och läten
Campomineraren är en liten (11–12 cm) och kortstjärtad medlem av släktet minerare med medellång näbb och rostfärgad vingteckning. Fjäderdräkten är huvudsakligen isabellafärgad med beigefärgat ögonbrynsstreck och vit strupe. Vingarna är sotfärgade med roströda armpennor och som ett band över handpennorna. Stjärten är roströd förutom sotfärgade centrala stjärtfjädrar och ett svart subterminalt band. Hanen sjunger i hög sångflykt 50 meter ovan mark, ett upprepat "zhliip".

## Utbredning och systematik
Arten förekommer i sydcentrala Brasilien (Minas Gerais till São Paulo) och angränsande nordöstra Bolivia. Den behandlas som monotypisk, det vill säga att den inte delas in i några underarter.

### Familjetillhörighet
Minerarna placeras traditionellt i familjen ugnfåglar (Furnariidae), men urskiljs av vissa som en egen familj tillsammans med lövkastarna i Sclerurus efter DNA-studier.

## Status
Arten tros minska relativt kraftigt till följd av habitatförstörelse. Internationella naturvårdsunionen IUCN bedömer den som utrotningshotad, placerad i hotkategorin sårbar.